# Buathra divisoria
Buathra divisoria là một loài tò vò trong họ Ichneumonidae.